# Anthomastus tahinodus
Anthomastus tahinodus is een zachte koraalsoort uit de familie Alcyoniidae. De koraalsoort komt uit het geslacht Anthomastus. Anthomastus tahinodus werd in 1988 voor het eerst wetenschappelijk beschreven door d'Hondt. 